# 9702 Томвандейк
9702 Томвандейк (9702 Tomvandijk) — астероїд головного поясу, відкритий 29 вересня 1973 року.
Тіссеранів параметр щодо Юпітера — 3,564.